# Tilly Fleischmann

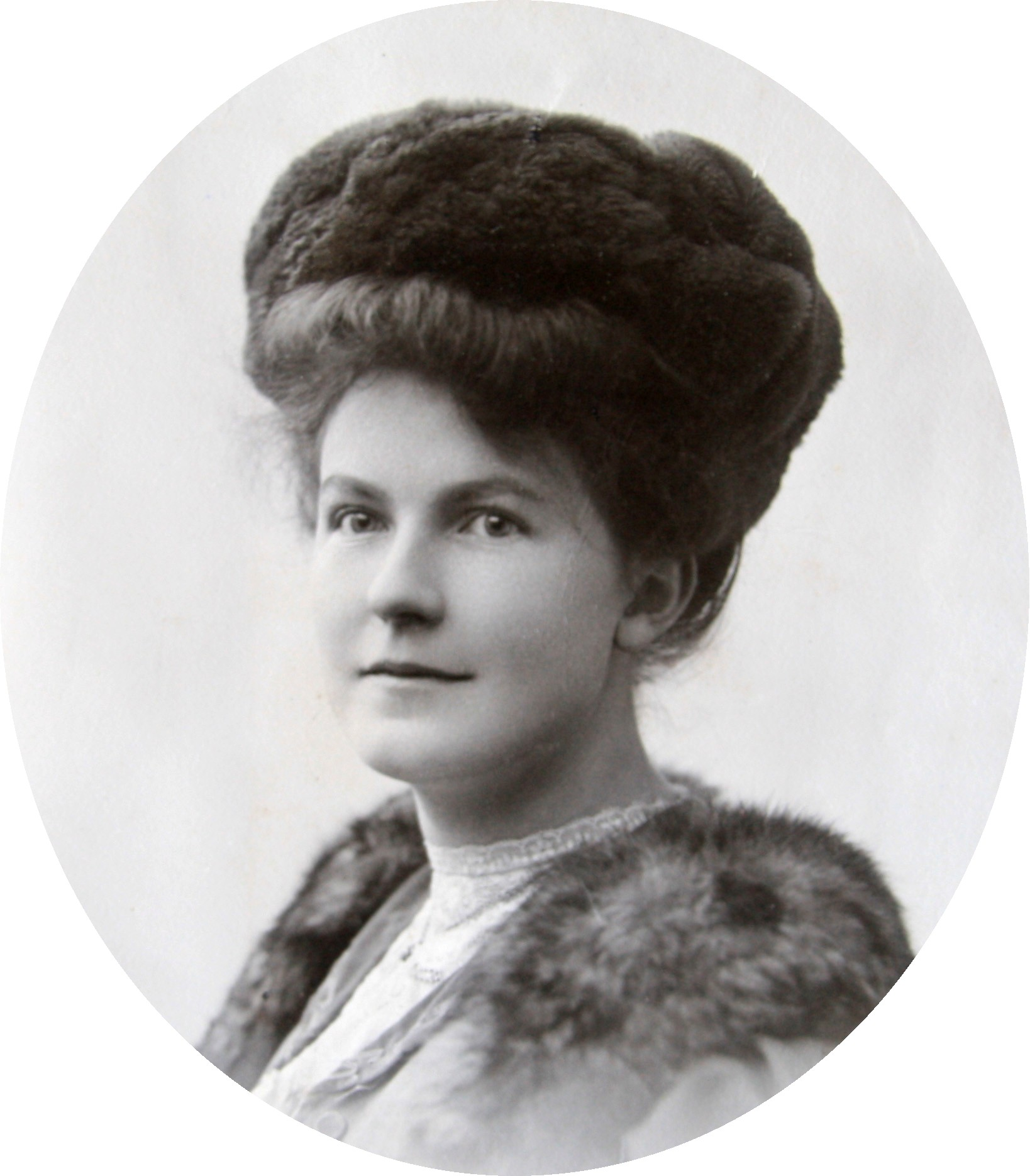
Tilly Fleischmann-Swertz

Tilly Fleischmann (* 2. April 1882 als Mathilda Swertz in Cork, Irland; † 17. Oktober 1967 ebenda) war eine deutschstämmige irische Pianistin, Organistin, Musikpädagogin und Autorin.

## Leben
Tilly Fleischmann war das zweite von neun Kindern des Ehepaares Hans Conrad Swertz aus Kamperbruch (heute zu Kamp-Lintfort), und Walburga, geb. Rössler aus Dachau. Ihr Vater war Organist und Chordirektor an der römisch-katholischen Cathedral of St. Mary and St. Anne in Cork. Sie besuchte das von Ursulinen geleitete St. Angela’s College in Cork. An der Orgel wurde sie von ihrem Vater ausgebildet, am Klavier von Lehrern der Cork Municipal School of Music, der städtischen Musikschule.
Von ihrem Vater unterstützt, nahm sie im September 1901 das Studium an der Königlichen Akademie der Tonkunst in München auf, die seit 1890 auch Frauen Zugang gewährte. Sie studierte Orgel bei Josef Becht (1858–1926) und Klavier bei Bernhard Stavenhagen (1862–1914), dem letzten Schüler von Franz Liszt. Als Stavenhagen 1904 die Akademie verließ, setzte sie ihr Studium bei dem Liszt-Schüler Berthold Kellermann (1853–1926) fort. Im Juni 1905 bestand sie ihre Abschlussprüfungen mit Bestnoten. Seit ihrem zweiten Semester hatte sie an allen öffentlichen Akademiekonzerten mitauftreten dürfen; in ihrem letzten Semester spielte sie das Schumann Klavierkonzert Op. 54 mit dem Akademieorchester unter der Leitung von Felix Mottl.

Im September 1905 heiratete sie Aloys Fleischmann aus Dachau, auch er Absolvent der Königlichen Akademie der Tonkunst, Kompositionsschüler von Joseph Rheinberger, danach Organist und Chorleiter an der Pfarrkirche seiner Heimatstadt. Zusammen mit ihm übersiedelte sie im Sommer 1906 nach Cork, wo Aloys Fleischmann die Nachfolge ihres Vaters antrat.

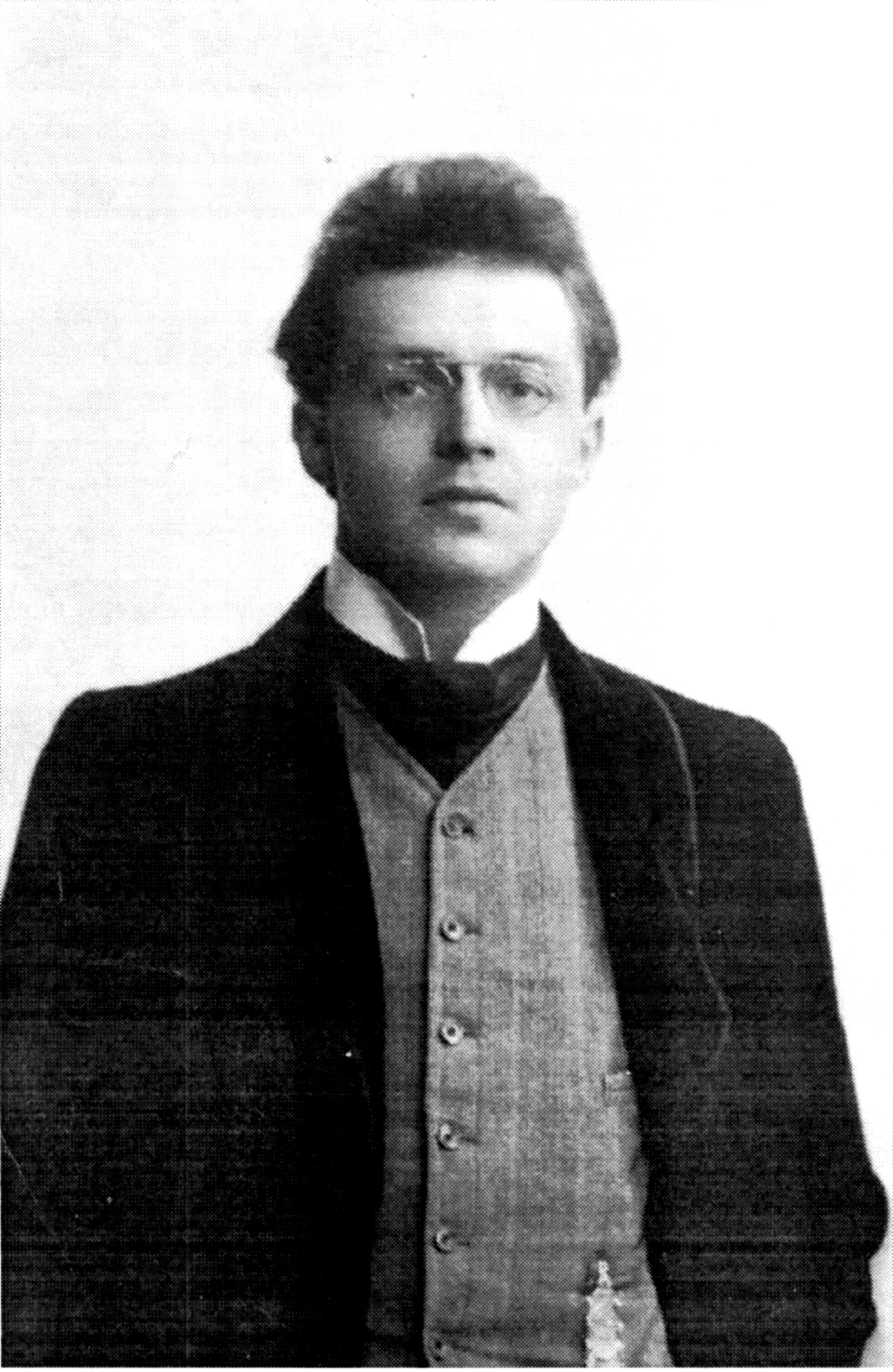
Aloys Fleischmann Cork 1907

Das Paar hatte ursprünglich geplant, nur so lange in Irland zu bleiben, als sich Tillys Geschwister noch in der Ausbildung befanden. 1909 reiste Tilly Fleischmann für mehrere Monate nach München, um Konzerte zu geben und Kontakte zu pflegen. Während dieses Aufenthalts kam ihr Sohn Aloys zur Welt, der ihr einziges Kind blieb. Im Juli 1910 kehrte sie mit ihm nach Cork zurück. Dort lebte sich die Familie ein: Tilly unterrichtete und gab Klavierabende, ihr Mann veranstaltete Chorkonzerte und komponierte sakrale und säkulare Chormusik sowie Lieder, es entstanden Freundschaften mit Kunstinteressierten.

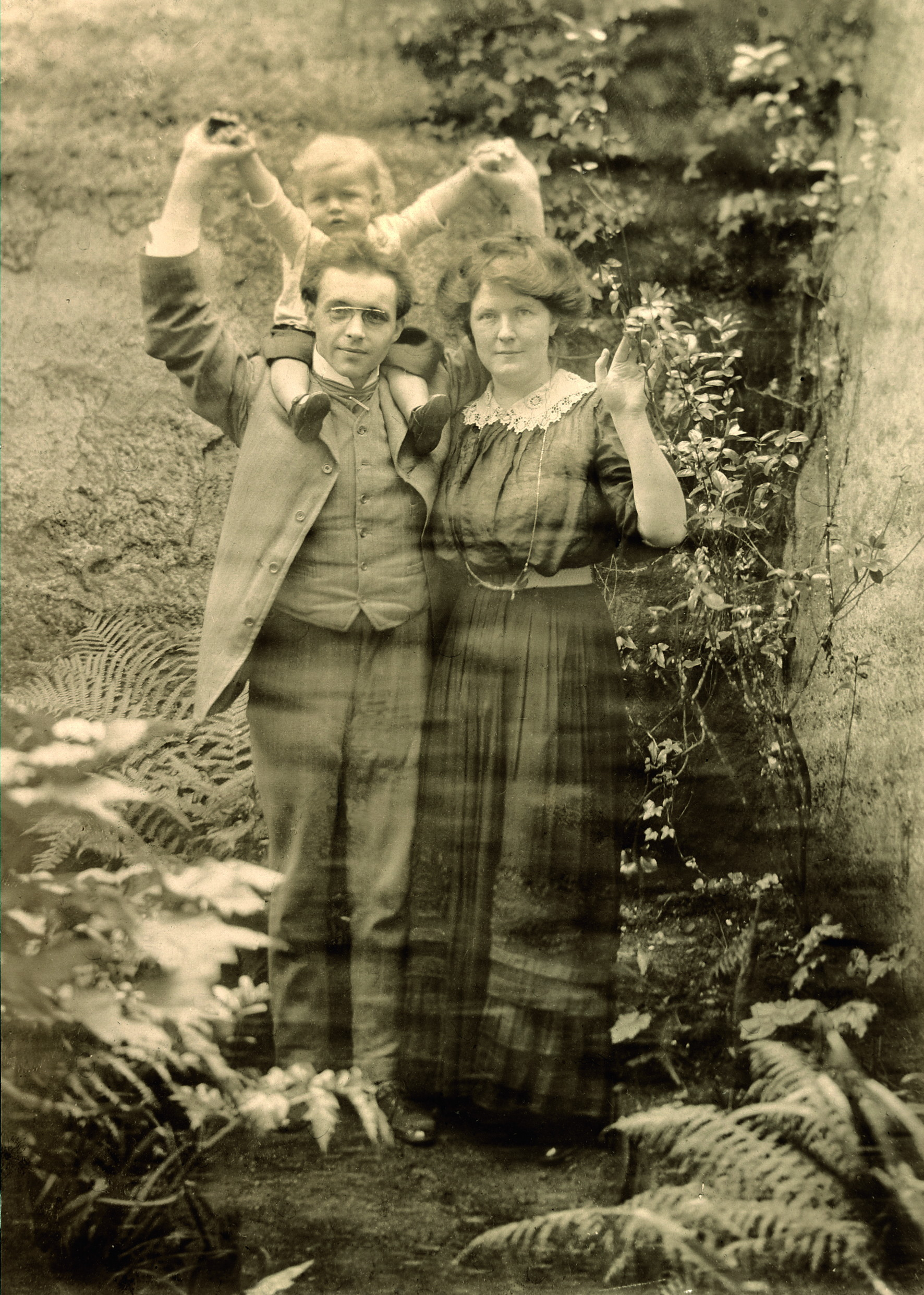
Aloys und Tilly Fleischmann mit Sohn Aloys, Cork 1913

Bis nach dem Ersten Weltkrieg war Irland noch Teil des Vereinigten Königreichs. Doch war im Zusammenhang mit dem Streben der Iren nach nationaler Unabhängigkeits seit den 1890er Jahren eine Bewegung zur Wiederbelebung der gälischen Kultur entstanden, das Gaelic Revival. Die Fleischmanns waren mit Musikern, Künstlern und Schriftstellern befreundet, die sich für die Irische Sprache und das vorkoloniale Kulturerbe Irlands einsetzten, unter ihnen Terence MacSwiney, der wenig später am Kampf gegen die britische Herrschaft teilnahm. Ab Januar 1916 wurde Aloys Fleischmann als ziviler Kriegsgefangener interniert, zunächst in Irland, danach auf der Insel Man, von wo er 1919 nach Deutschland deportiert wurde. Bis zu seiner Rückkehr im Jahre 1920 versah Tilly seinen Dienst als Organistin und Chorleiterin. Ihre eigene Lehrtätigkeit übte sie weiterhin aus, allerdings ging die Schülerzahl wegen der anti-deutschen Stimmung bei Teilen der Bevölkerung stark zurück.
Von 1906 bis in die 1950er Jahre gab Tilly Fleischmann regelmäßig Klavier-, Kammermusik- und Liederabende in Cork sowie mehrfach in Dublin. Zu ihrem Repertoire gehörten neben Werken von Liszt auch Werke von Chopin, Delius, Vaughan Williams, Skrjabin, Debussy und Arnold Bax, letzterer ein enger Freund der Familie. Auf Einladung der University Art Society von Cork musizierte sie 1932 und 1939 mit dem Kutcher Quartett, 1934 begleitete sie die Liedersängerin Elisabeth Schumann, ab 1926 war sie oft im irischen Rundfunk zu hören, 1929 war sie die erste irische Pianistin, die von der BBC gesendet wurde. Nach dem Tode ihres Mannes (1964) spielte sie nicht mehr öffentlich.

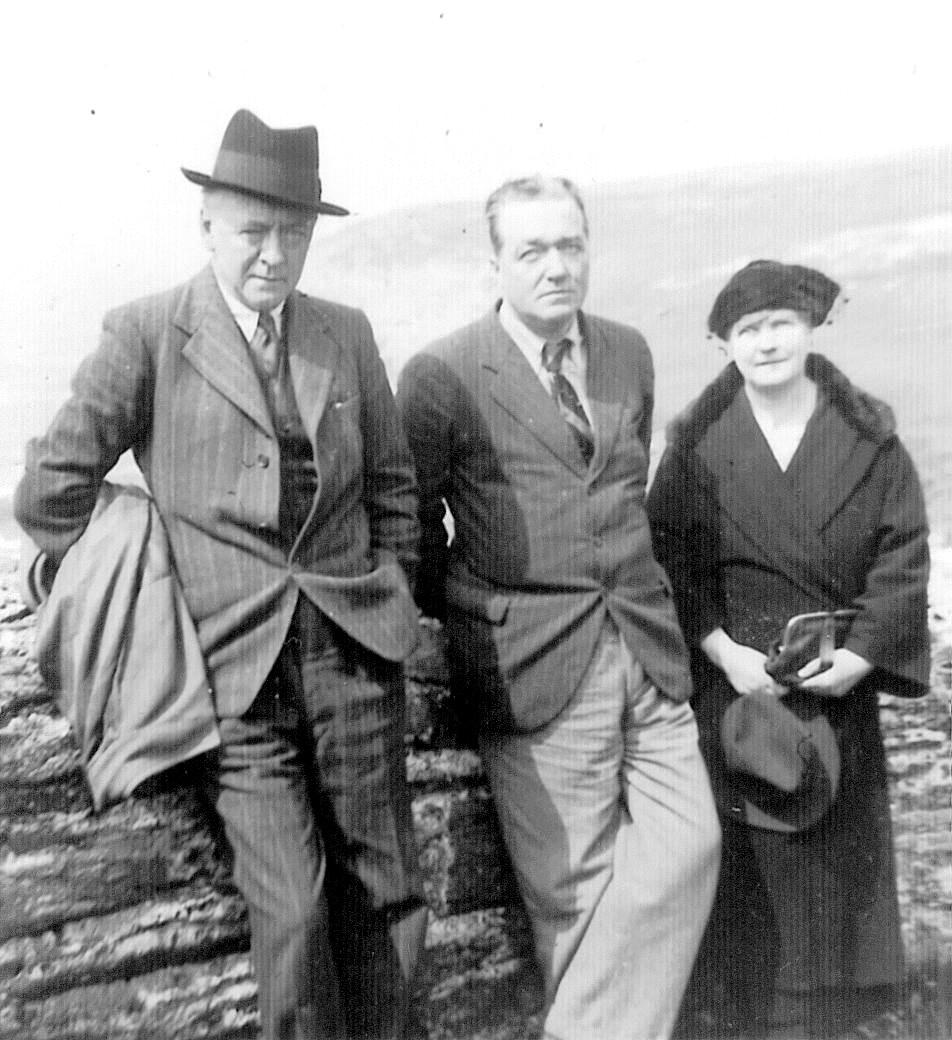
Tilly Fleischmann mit den Komponisten Arnold Bax und E.J. Moeran in Kinsale, Cork 1937

Tilly Fleischmann war über 60 Jahre als Klavierpädagogin tätig. Ihre Schüler stammten aus allen gesellschaftlichen Schichten. Von 1919 bis 1937 war sie Leiterin der Klavierabteilung der Cork School of Music. Danach gründete sie eine eigene Klavierschule. Als Musikpädagogin gab sie die Liszt’sche Tradition des Klavierspiels und der Interpretation klassisch-romantischer Klavierwerke an ihre Schüler weiter.

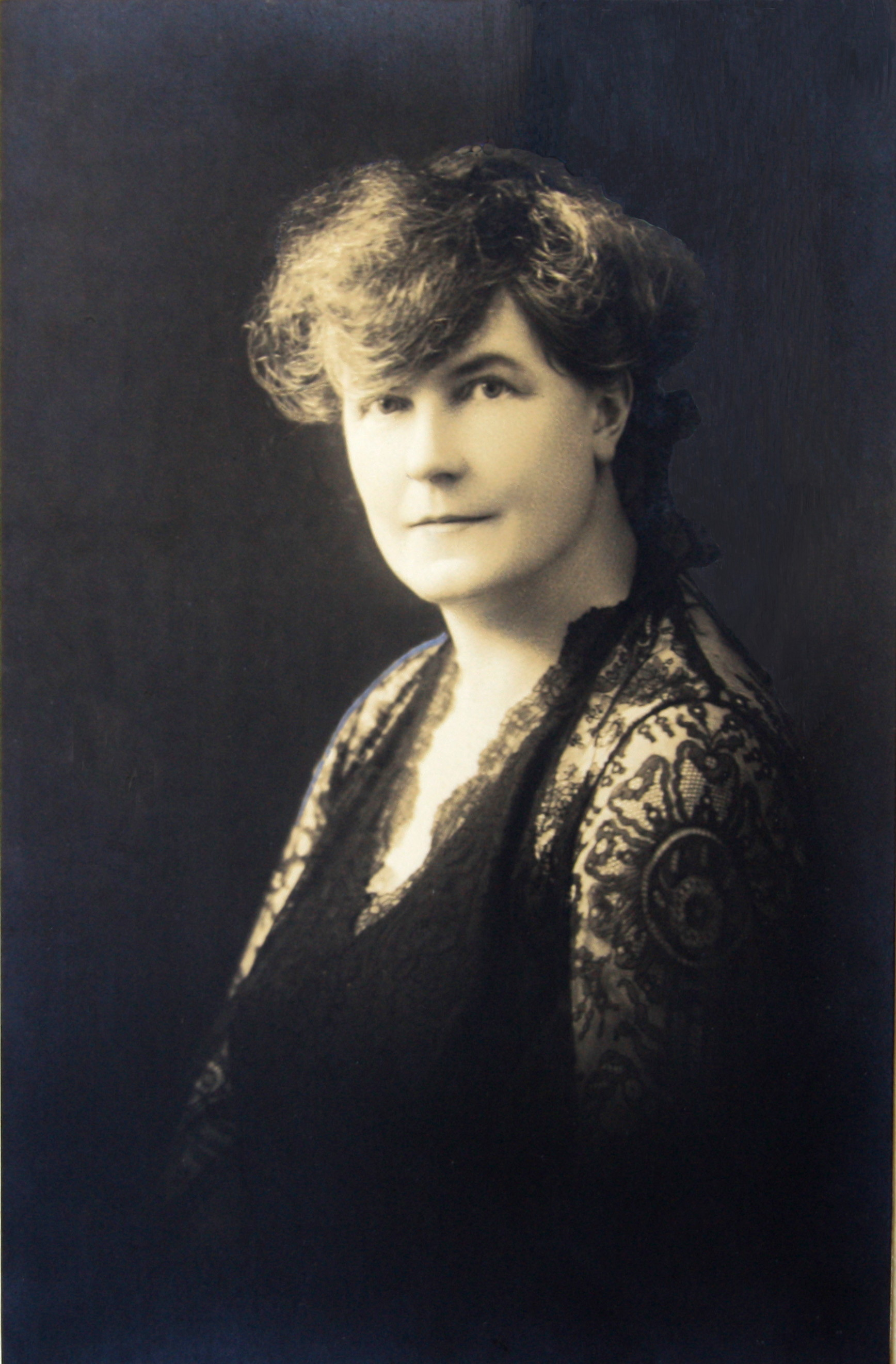
Tilly Fleischmann, Cork 1929

Die Liszt’sche Tradition ist Thema ihres Buches Tradition and Craft in Piano Playing. Die Anregung dazu stammte vom irischen Komponisten Herbert Hughes, das Werk ist Arnold Bax gewidmet. Die Arbeit daran dauerte etwa ein Jahrzehnt und war 1952 abgeschlossen. Da zu ihren Lebzeiten kein Verleger dafür gewonnen werden konnte, erschien es stark gekürzt auf Subskriptionsbasis erstmals 1986 unter dem Titel Aspects of the Liszt Tradition. Das vollständige Buch wurde unter Mitwirkung des Komponisten John Buckley 2014 in Dublin veröffentlicht, die ca. 300 Musikbeispiele spielte Gabriela Mayer ein. Auf Initiative von Josef Focht wurden Text und Videoaufnahmen in die Virtuelle Fachbibliothek Musikwissenschaft der Bayerischen Staatsbibliothek aufgenommen. Tilly Fleischmann war korrespondierendes Mitglied der britischen Liszt Gesellschaft; ihre Reminiszenzen über Arnold Bax, 1955 verfasst, wurden im Juni 2000 veröffentlicht.
Nach dem Tode ihres Mannes archivierte Tilly Fleischmann dessen Nachlass. Zusammen mit ihren Familiendokumenten und Schriften entstand eine Dokumentation der Tätigkeit und des Einflusses dieser deutschstämmigen Einwandererfamilie in Irland. Sie starb 85-jährig, berufstätig bis zum letzten Tag.

## Literatur

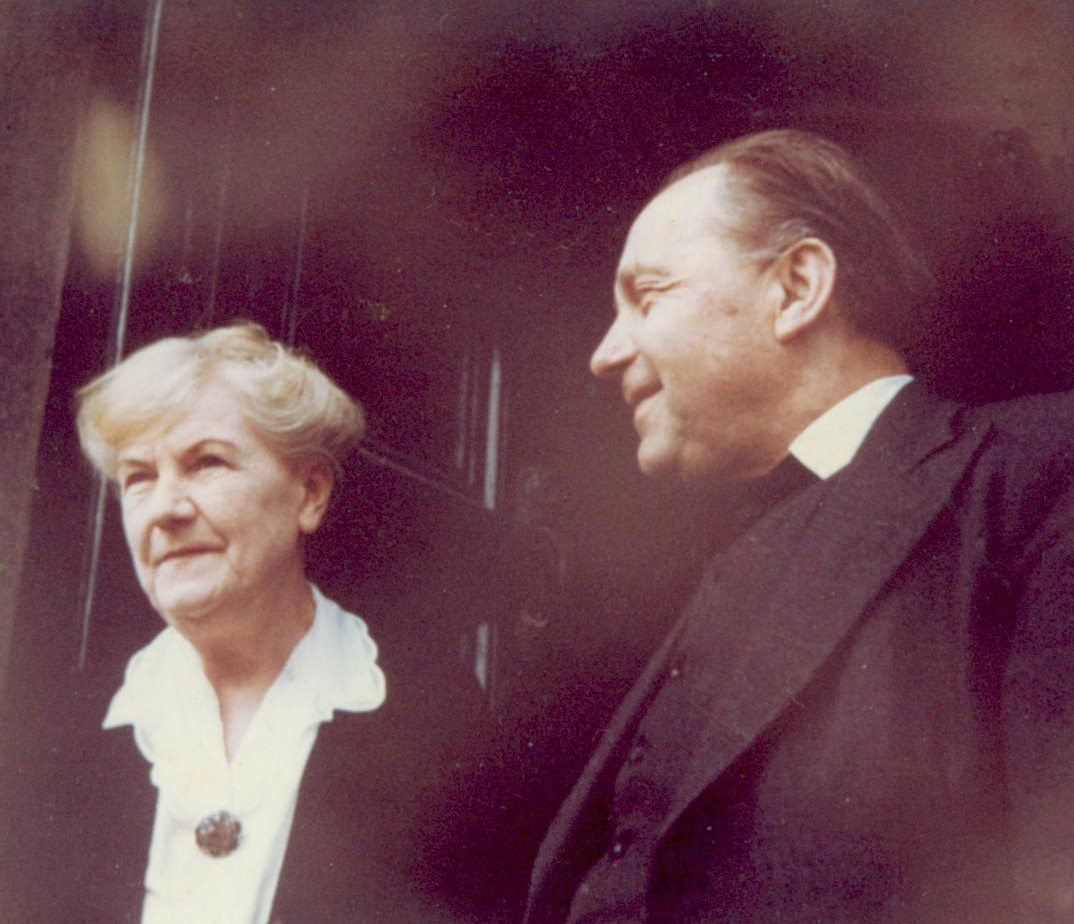
Aloys and Tilly Fleischmann, Cork c. 1960

## Berufliche Tätigkeit
- 1905–1906 Privater Klavierunterricht in München and Dachau
- 1906–1919 Privater Klavierunterricht in Cork
- 1916–1920 Stellvertretende Domorganistin und -chorleiterin
- 1919–1937 Professor für Klavier an der Cork Municipal School of Music
- 1937–1967 Tilly Fleischmann School of Piano Playing

## Künstlerische Tätigkeit
- 1903–1905 Teilnahme an Konzerte der Akademie der Tonkunst in München
- 1904–1905 Aufführungen in Dachau mit ihrem Mann, Aloys Fleischmann
- 1906–1950 Aufführungen in Cork and Dublin
- 1927–1947 Radiosendungen: Klaviermusik

## Ehrungen
- Im Mai 1963 gründete Gerald Y. Goldberg eine Konzertreihe „Lunchtime Concerts“ in der Crawford School of Art, die er Aloys und Tilly Fleischmann widmete.[14]
- 1977 wurde anlässlich des 10. Todestags von Fleischmann beim Feis Maitiú Corcaigh (Cork Music and Drama Festival) ein „Tilly Fleischmann Recital Prize“ von ihren Schülern gestiftet. Die Teilnehmer müssen unter anderem ein Klavierwerk von Franz Liszt als Teil ihres Konzertprogramms aufführen.[15]
- Anfang 1978, als Teil des 100. Jubiläums der Cork Municipal School of Music, wurde von der Direktorin, Bridget Doolan, eine Klavierabendreihe zum Andenken an Tilly Fleischmann eingerichtet.
- Tilly Fleischmann und ihr Mann wurden 2010, das Jahr, in dem der hundertste Geburtstag ihres Sohnes in Irland gefeiert wurde, mitgeehrt. Die Feierlichkeiten fanden unter der Schirmherrschaft des Stadtrats von Cork (Cork City Council) statt; das Gedenkjahr wurde von der Präsidenten von Irland, Mary McAleese eröffnet. 145 Organisationen nahmen daran teil. Das Leben und Wirken von Aloys Senior und Tilly Fleischmann wurden in drei Ausstellungen dargestellt: in Cork City Central Library, Cork Public Museum, und im Bezirksmuseum Bezirksmuseum Dachau.[16]

## Veröffentlichungen
- „Liszt’s Ancestry“, Liszt Society Newsletter 1967, Sep., London
- „Liszt and Stavenhagen in London 1886“, Liszt Society Newsletter 1967, Sep., London
- „Album d’un voyageur and Années de pèlerinage“ Liszt Society Newsletter 1967, Sep., London
- Aspects of the Liszt Tradition, hg. Michael O’Neill, Cork 1986; Aylesbury: Roberton Publications and Theodore Presser Co., Pennsylvania 1991; ISBN 0-9513720-2-5
- „Some Reminiscences of Arnold Bax“, The British Music Society Newsletter No. 86, Herausgeber: Rob Barnett, Juni 2000; danach auf der Sir Arnold Bax Webseite veröffentlicht: http://www.musicweb-international.com/bax/Tilly.htm
- Tradition and Craft in Piano-Playing, hg. Ruth Fleischmann, John Buckley, Einführung Patrick Zuk, DVD-Einspielung Gabriela Mayer, Carysfort Press, Dublin Mai 2014; ISBN 978-1-909325-52-4
- Tradition and Craft in Piano-Playing, hg. Ruth Fleischmann, John Buckley, Vorwort von Josef Focht, Einführung Patrick Zuk, DVD-Einspielung Gabriela Mayer, Digitale Edition, Bayerische Staatsbibliothek, München Sept. 2014,